# キミカレ
『キミカレ〜新学期〜』（キミカレ しんがっき）は、オトメイトから2012年7月19日に発売されたPlayStation Portable用ソフト。GREEの携帯電話ゲーム『君とナイショの…今日から彼氏』（きみとないしょの…きょうからかれし、通称：キミカレ）をコンシューマーゲームとして移植した作品。

## 登場人物
滝島 陽菜（たきしま ひな）
主人公。私立・四ツ葉学園の2年生。
須賀 寛貴（すが ひろき）
声 - 杉田智和
主人公のクラスメート。生徒会長。
彩瀬川 彩人（あやせがわ さいと）
声 - 三木眞一郎
高校3年生。学園内でも「王子様系」で有名な人。
結城 隆（ゆうき たかし）
声 - 浪川大輔
高校1年生。
咲坂 皐（さきさか こう）
声 - 中村悠一
高校2年生。
南 千歳（みなみ ちとせ）
声 - 福山潤
国語の教師を目指して、主人公の高校に赴任。
桜庭 秋夜（さくらば しゅうや）
声 - 森久保祥太郎
高校2年生。趣味は音楽。
鈴宮 龍太郎（すずみや りゅうたろう）
声 - 前野智昭
高校2年生。
白城 麗子（しらき れいこ）
声 - 吉田聖子
主人公の親友で、情報通。悩んでいればいつでも手助けをしてくれる。

## 主題歌
OP「I sing for you」
作詞 - THE KIDDIE / 作曲 - 佑聖
ED「初恋リズム」
作詞 - 黒崎真音 / 作曲・編曲 - 齋藤真也 / 歌 - marina

## 関連商品

### ドラマCD
- 君とナイショの…今日から彼氏 ドラマCD（2011年1月26日発売、NBCユニバーサル・エンターテイメントジャパン、GNCA-1275）
- 君とナイショの…今日から彼氏 ドラマCD ～ヒミツの温泉旅行～（2011年8月31日発売、NBCユニバーサル・エンターテイメントジャパン、GNCA-1306）
- 君とナイショの…今日から彼氏 ドラマCD～誘惑のバレンタイン～（2012年2月8日発売、NBCユニバーサル・エンターテイメントジャパン、初回限定盤：GNCA-1320／通常盤：GNCA-1321）
- キミカレ～新学期～ミニドラマCD+α（2012年9月5日発売、5pb.Records、YZPB-10001）

### 書籍
- 君とナイショの…今日から彼氏  公式ガイドブック（2011年4月30日発売、エンターブレイン、ISBN 978-4047272651）